# Ragnarock Nordic festival
Il Ragnarock Nordic Festival è un festival di musica e cultura nord-europea/scandinava, che dal 2007 si svolge con cadenza annuale a Milano.
Il nome è ispirato al Ragnarǫk (o Ragnarøkkr) che indica, nella mitologia norrena, la battaglia finale tra le potenze della luce e dell'ordine e quelle delle tenebre e del caos, in seguito alla quale l'intero mondo verrà distrutto e quindi rigenerato.
Il festival è organizzato dall'associazione "Ragnarock", associazione no profit che si occupa di promuovere le best practices della cultura nordica in Italia.
Abbraccia molti aspetti dell'arte e della cultura scandinava: musica, letteratura, mostre fotografiche, sfilate di moda e concerti sono gli aspetti principali.
Nata da un'idea di Marco Germinario (che si divide tra Milano e Copenaghen), la manifestazione ha sempre richiamato un folto pubblico da Milano e provincia, con parecchie partecipazioni anche di ragazzi e ragazze da tutta Italia.
Nel corso degli anni si sono esibiti gruppi come Niepoort, Heroes & Zeros e Who Made Who.